# Михалевичи (Республика Сербская)
Михалевичи (серб. Михаљевићи / Mihaljevići) — село в общине Братунац Республики Сербской Боснии и Герцеговины. Население составляет 238 человек по переписи 2013 года.